# Piotr Charitonow
Piotr Timofiejewicz Charitonow (ros. Пётр Тимофеевич Харитонов, ur. 3 grudnia?/16 grudnia 1916 we wsi Kniażewo obecnie w rejonie morszańskim w obwodzie tambowskim, zm. 1 lutego 1987 w Doniecku) – radziecki lotnik wojskowy, pułkownik, Bohater Związku Radzieckiego (1941).

## Życiorys
Urodził się w rodzinie chłopskiej. Skończył szkołę średnią i kursy pedagogiczne, pracował jako nauczyciel w szkole nr 12 w Ułan Ude, od 1938 służył w Armii Czerwonej. W 1940 ukończył wojskową szkołę lotniczą w Batajsku, od czerwca 1941 uczestniczył w wojnie z Niemcami jako lotnik 158 pułku lotnictwa myśliwskiego 39 Dywizji Lotnictwa Myśliwskiego Frontu Północnego w stopniu młodszego porucznika. 28 czerwca 1941 w składzie klucza myśliwców I-16 wykonał swój pierwszy lot bojowy w czasie nalotu Junkersów na miasto Ostrow w obwodzie pskowskim. W walce jego samolot został trafiony. Próbował otworzyć ogień do wrogiego samolotu, jednak jego karabin milczał. W związku z tym wykonał taranowanie, strącając Junkersa, a sam zdołał wylądować uszkodzonym samolotem na swoim terytorium. Po wymianie śmigła samolot był ponownie gotowy do użytku. Za ten czyn został uhonorowany tytułem Bohatera Związku Radzieckiego. 
25 sierpnia 1941 brał udział w walce powietrznej, usiłując powstrzymać niemieckie bombowce przed dokonaniem nalotu na Leningrad. Wówczas ponownie wykonał taranowanie, odcinając swoim samolotem kawałek skrzydła bombowca, po czym wyskoczył na spadochronie i zdołał wylądować mimo ostrzeliwania go przez niemieckich lotników. We wrześniu 1941 został ciężko ranny w walce powietrznej i dopiero w 1944 wrócił do czynnej służby. Do końca wojny walczył w jednostkach obrony przeciwlotniczej. Łącznie podczas wojny z Niemcami strącił 14 samolotów wroga. Po wojnie nadal służył w armii, w 1953 ukończył Akademię Wojskowo-Powietrzną, został zastępcą dowódcy dywizji w stopniu pułkownika, w 1955 został zwolniony do rezerwy. Pracował w sztabie obrony cywilnej Doniecka.

## Odznaczenia
- Złota Gwiazda Bohatera Związku Radzieckiego (8 lipca 1941)
- Order Lenina (dwukrotnie)
- Order Czerwonego Sztandaru
- Order Wojny Ojczyźnianej I klasy
- Order Czerwonej Gwiazdy

I medale.